# Церква Святих апостолів Петра і Павла (Волиця-Деревлянська)

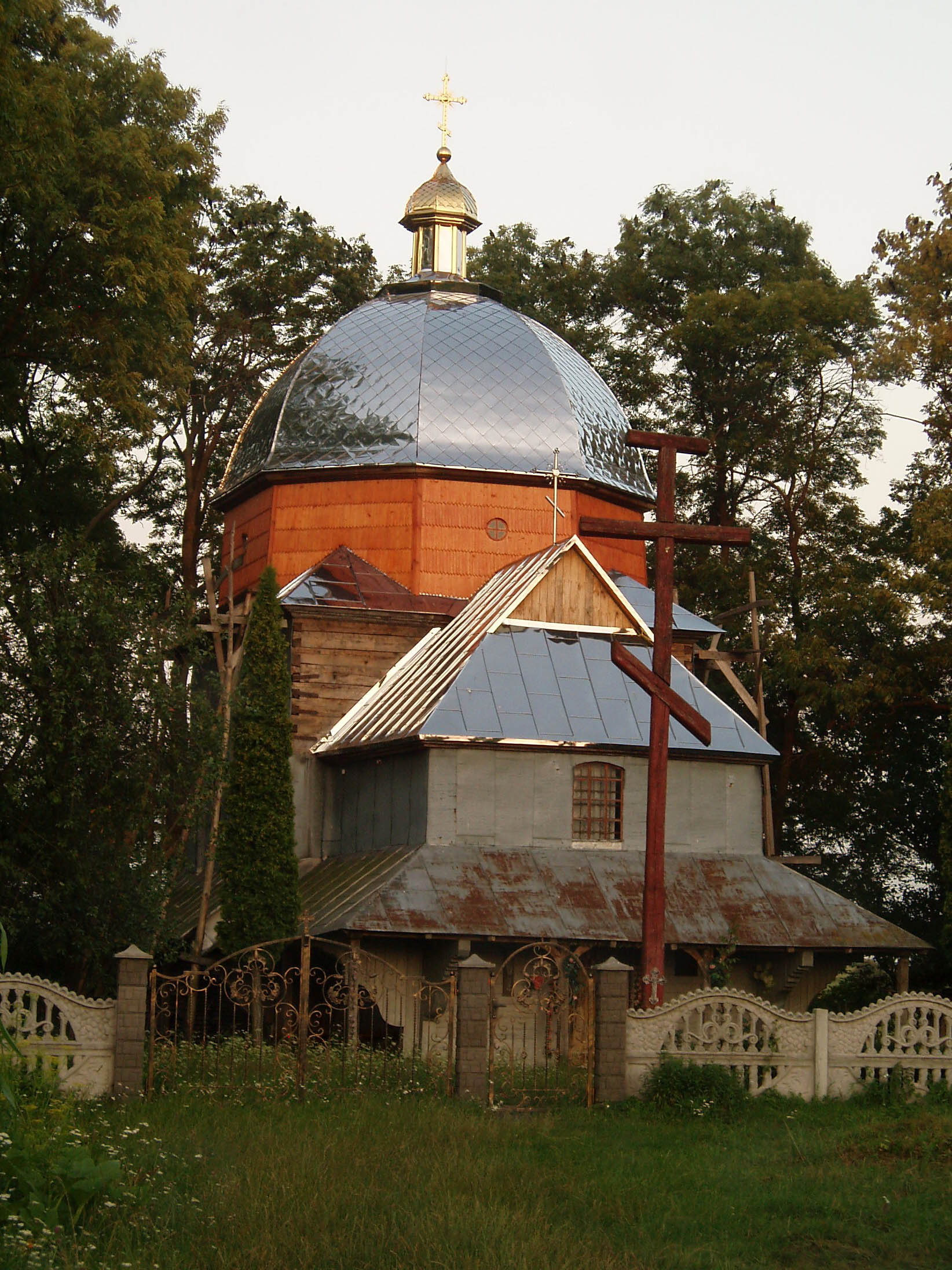
Церква Вознесіння Господнього в селі Волиця Деревлянська Буського району Львівської області.

Церква Вознесіння Господнього — давня церква 1680 року в селі Волиця-Деревлянська Буського району Львівської області. Охоронний номер пам'ятки 448/0.

## Історія
Майже в усіх шематизмах ХХ ст. зазначено, що ця дерев'яна церква збудована у 1680 році, тільки в шематизмі 1914 року вказаний 1712 рік будови. За переказами на території існуючої дерев'яної церкви колись існував чоловічий монастир, а в середині будівлі збереглися стіни, прострілені під час війни з турками.
Зачинена з 1961 по 1989 роки. На початку 1980-х років церкву оббили бляхою (до того стіни були під гонтами).

## Особливості будови
Церкву збудували з соснового дерева на дубових підвалинах у проміжку між 1651—1667 роками. Розміри будівлі — 18,2 м х 9,85 м. В інтер'єрі семиярусний різьблений іконостас з 1680—1682 років, ікони до якого малював видатний художник Іван Руткович.

## Охоронний статус
Належить до пам'яток культури Буського району, номер 448/о.